# Telioneura
Telioneura is een geslacht van vlinders van de familie spinneruilen (Erebidae), uit de onderfamilie Arctiinae.

## Soorten
- T. albapex Druce, 1898
- T. approximans Rothschild, 1922
- T. ateucer Dyar, 1914
- T. brevipennis Butler, 1877
- T. carmania Druce, 1883
- T. fuliginosa Rothschild, 1910
- T. glaucopis Felder, 1869
- T. hypophaea Hampson, 1905
- T. imbecillus Zerny, 1931
- T. jocelynae de Toulgoët, 1987
- T. obsoleta Draudt, 1915
- T. rosada Dognin
- T. subplena Walker, 1854